# ГЕС Урі I
ГЕС Урі I – гідроелектростанція на північному заході Індії у штаті Джамму та Кашмір. Знаходячись між ГЕС Ловер-Джелам та ГЕС Урі II, входить до складу каскаду на річці Джелам, правій притоці Чинабу (впадає праворуч до Сатледжу, найбільшого лівого допливу Інду).
В межах проекту річку перекрили бетонною гравітаційною греблею висотою 30 метрів та довжиною 95 метра, яка утворила водосховище з площею поверхні 0,06 км2 та об'ємом 244 тис м3.
Зі сховища під лівобережним гірським масивом прокладено дериваційний тунель довжиною 10,6 км з діаметром 8,4 метра, який переходить у два напірні водоводи діаметром по 5 метрів. У підсумку ресурс надходить до підземного машинного залу, де встановили чотири турбіни типу Френсіс потужністю по 120 МВт. Вони використовують напір у 223 метра та забезпечують виробництво 2587 млн кВт-год електроенергії на рік.
Відпрацьована вода повертається до Джеламу по відвідному тунелю довжиною 2 км з діаметром 8,4 метра.
Видача продукції відбувається по ЛЕП, розрахованій на роботу під напругою 400 кВ.